# Woodrow Wilson
Thomas Woodrow Wilson, cunoscut mai ales ca Woodrow Wilson, (n. 28 decembrie 1856 - d. 3 februarie 1924) a fost cel de-al douăzeci și optulea președinte al Statelor Unite ale Americii (1913 - 1921).  Un devotat prezbiterian, Wilson a devenit și un bun istoric și un specialist în științe politice.
În calitatea sa de reformator democrat, a fost ales guvernator al statului New Jersey în 1910 și președinte al Statelor Unite în 1912.  În primul său mandat prezidențial (1913 - 1917) a contribuit esențial la crearea unui sistem de legi privind sistemul federal de rezerve (în engleză, Federal Reserve System).
Reales în 1916, în cel de-al doilea termen al său (1917 - 1921) s-a concentrat asupra participării țării la Primul Război Mondial și a realizării unei păci drepte bazată pe Dreptul popoarelor de a dispune de ele însele, concretizat prin „Paisprezece puncte”.  Acestea au fost însă aprig discutate la Conferința de Pace de la Paris din 1919. Astfel, Tratatul cu Germania de la Versailles, extrem de dur din cauza exigențelor Franței, excludea poporul german din Dreptul popoarelor de a dispune de ele însele și din acest motiv a fost respins de Senatul SUA; în schimb, dispariția imperiului Austriac a fost oficializată prin tratatele de la Saint-Germain și de la Trianon, conform celui de-al 10-lea din cele 14 puncte.